# 842
842(팔백사십이)는 841보다 크고 843보다 작은 자연수다.

## 수학
- 합성수로, 그 약수는 1, 2, 421, 842이다. 진약수의 합은 424이므로, 842는 부족수다.
- {\displaystyle 29^{4}-1}은 842로 나누어떨어진다.

## 과학
- NGC 842: 고래자리 방향에 있는 렌즈형은하.

## 교통
- 고속도로
  - 유럽 고속도로 842호선: 이탈리아 나폴리에서 카노사디풀리아(영어판)까지 이어지는 유럽 고속도로.
- 기타 도로
  - 842번 지방도: 전라남도 영광군 군서면에서 홍농읍까지 이어지는 대한민국의 지방도.
  - 842번 홋카이도도(일본어판)

## 군사
- U-842(영어판): 제2차 세계 대전에 사용된 나치 독일의 군용 잠수함.

## 문화유산
- 대한민국의 보물 제842호: 대구 선화당 측우대

## 기타
- 연도: 842년, 기원전 842년